# فاق گوشه‌دار
فاق گوشه‌دار (به انگلیسی: Angular incisure) نام بخشی از معده که در نزدیکی اسفنکتر، واقع در انتهای معده قرار دارد، می‌باشد. این بخش دارای حالت بادکرده بوده و در تقسیم معده به دو قسمت راست و چپ کمک می‌کند.